# معركة الجزائر (فلم)
معركة الجزائر (بالإيطالية: La battaglia di Algeri) هو فيلم جزائري تاريخي حربي أنتج عام 1966، شارك في تأليفه وإخراجه جيلو بونتيكورفو وبطولة براهيم حجاج في دور علي لابوانت وجان مارتن وياسف سعدي.الفيلم يروي فترة من فترات كفاح الشعب الجزائري في العاصمة الجزائرية إبّان ثورة التحرير الوطني الكبرى من بطولات شعبية ضد الاستعمار الفرنسي. تم تصويره
في نمط إخباري مستوحى من روسيليني— بالأبيض والأسود مع نمط تحرير وثائقي— غالبا ما يرتبط بالسينما الواقعية الجديدة.
وقد احتفل الفيلم بشكل حاسم وكثيرا ما اتخذته الجماعات المتمردة والدول على حد سواء، كتعليق هام على حرب العصابات في المناطق الحضرية. وتحتل المرتبة 48 في أفضل 250 فيلم من النقاد في استطلاع الرأي والصوت لعام 2012، فضلا عن المركز 120 في قائمة مجلة إمبير لأفضل 500 فيلم في كل العصور.
في سنة 2012 صنفت المجلة البريطانية «البصر والصوت - Sight and Sound» فيلم معركة الجزائر على أنه من بين أفضل 50 فيلما تاريخيا عبر العصور بتصويت 846 مختص سينيمائي.
نال الفيلم جائزة الأسد الذهبي في مهرجان البندقية عام 1966، وجائزة النّقد خلال مهرجان كان في نفس السّنة، كما ترشح لثلاثة جوائز أوسكار كأحسن فيلم وأحسن إخراج وأفضل سيناريو.
نقلت الصّحيفة الأمريكية نيويورك تايمز في عددها بتاريخ 7 سبتمبر 2003، خبر عرض الفيلم في البنتاغون (وزارة الدفاع الأمريكية) وحرص القيادة العليا للجيش الأمريكي، على معاينة الأخطاء التي اِرتكبها جيش الاحتلال الفرنسي في الجزائر، محاولة منها لإيجاد حلول كفيلة بالحدّ من المآسي التي خلفها دخول القوات الأمريكية إلى العراق.

## طاقم عمل الفيلم
تمثيل
- ياسف سعدي
- إبراهيم حجاج
- جان مارتن
- سامية كباش
- توماسو نيري
- فوزية القدر
- أوغو باليتي
- فوزية مناصري

## أفلام وثائقية تتحدث عن الفيلم
- مالك بن إسماعيل 'معركة الجزائر: فيلم في التاريخ'(2017)[11]
- سليم أقار 'تاريخ فيلم معركة الجزائر' (2018)[12]

## فنانين وفرق موسيقية إستلهمت من الفيلم
- فرقة الجزائر[13]
- ريج أغينست ذا ماشين[14]
- ياسين باي[15]

## وصلات خارجية
- معركة الجزائر على موقع IMDb (الإنجليزية)
- معركة الجزائر على موقع ميتاكريتيك (الإنجليزية)
- معركة الجزائر على موقع الموسوعة البريطانية (الإنجليزية)
- معركة الجزائر على موقع روتن توميتوز (الإنجليزية)
- معركة الجزائر على موقع نتفليكس (الإنجليزية)
- معركة الجزائر على موقع ألو سيني (الفرنسية)
- معركة الجزائر على موقع Turner Classic Movies (الإنجليزية)
- معركة الجزائر على موقع أول موفي (الإنجليزية)
- معركة الجزائر على موقع بوكس أوفيس موجو (الإنجليزية)
- معركة الجزائر على موقع فيلمافينيتي (الإسبانية)
- الموقع الرسمي
- Criterion Collection essay by Peter Matthews